# Harriet Pye Esten
Harriet Pye Esten, född 1760, död 1865, var en brittisk skådespelare och teaterdirektör. Hon var direktör för Theatre Royal, Edinburgh i Skottland 1792–1794. 